# Chris McGregor
Chris McGregor (Somerset West, 24 dicembre 1936 – Agen, 26 maggio 1990) è stato un pianista, compositore e bandleader sudafricano di free jazz.
Sfidò le leggi razziali del suo Paese formando con musicisti di colore i Blue Notes, un sestetto che miscelava la musica africana con il jazz americano. Costretti a rifugiarsi in Europa, avrebbero contribuito a risvegliare la stagnante atmosfera del jazz britannico. Dopo lo scioglimento dei Blue Notes fondò i Brotherhood of Breath, una big band jazzistica in cui suonarono componenti del Blue Notes e i migliori giovani jazzisti britannici di quel tempo.

## Biografia
Era figlio di emigrati scozzesi e nacque a Somerset West, in Sudafrica, dove il padre era un missionario della Chiesa di Scozia. La famiglia si trasferì poi nel Transkei, dove Chris crebbe rimanendo affascinato dalle musiche della locale etnia amaXhosa, e in particolare dall'aspetto socializzante che tali musiche esprimevano.

### Inizi
Dopo aver completato gli studi, McGregor si iscrisse al South African College of Music di Città del Capo, dove subì l'influenza dei compositori Béla Bartók e Arnold Schönberg. In questo periodo maturò la passione per il jazz ascoltando i dischi di Duke Ellington e Thelonious Monk; tra gli artisti locali che lo colpirono, vi furono Dollar Brand (che in seguito scelse il nome Abdullah Ibrahim), Cecil Barnard (che prese poi il nome Hotep Idris Galeta), Christopher Columbus Ngcukana, Vincent Kolbe, "Cup-and-Saucers" Nkanuka, Monty Weber e i fratelli Schilder. Verso la metà degli anni cinquanta, questi e altri artisti erano i protagonisti della scena jazz cittadina che diede vita al genere chiamato Cape Jazz.
Nel college studiò composizione musicale con Stanley Glasser, il quale scrisse Mr Paljas, un musical che venne rappresentato in un teatro di Città del Capo nel 1962. Chris McGregor era il pianista e il bandleader dell'evento, a cui partecipò il sassofonista Dudu Pukwana. Nello stesso anno, con un nuovo gruppo, ottenne il secondo premio nel Moroka-Jabavu jazz festival a Soweto, la famosa township di Johannesburg. Nell'occasione entrò in contatto con importanti musicisti della Union of South African Artists, che aveva organizzato la "jazz opera" King Kong.
Fu grazie a questi contatti che l'anno successivo formò The Blue Notes e la Castle Lager Big Band. The Blue Notes inizialmente erano formati dal bassista Mongezi Velelo, il batterista Early Mabuza, i sassofonisti Dudu Pukwana e Nikele Moyake, ai quali poco dopo si aggiunse il grande trombettista Mongezi Feza. In seguito, Johnny Dyani e Louis Moholo presero il posto rispettivamente del bassista e del batterista per completare quella che è passata alla storia come la formazione definitiva dei Blue Notes.
La Castle Lager Big Band fu formata dopo il Moroka-Jabavu Jazz Festival del 1963. Era composta da 17 musicisti e incise l'album Jazz: The African Sound, che presentava due brani di Abdullah Ibrahim, due di Kippie Moeketsi e due di McGregor, tutti arrangiati da quest'ultimo. Mentre la big band si sciolse ben presto, i Blue Notes ebbero una breve ma luminosa carriera.

### I Blue Notes ed il trasferimento in Europa
Con il loro talento e con l'eccitante mix di musica africana e jazz che proponevano, i Blue Notes riscossero grande successo e ottennero il premio come miglior gruppo al festival nazionale sudafricano di jazz del 1963 che si tenne a Johannesburg. Registrarono i loro primi brani in studio alla radio nazionale South African Broadcasting Corporation. Queste registrazioni sarebbero state pubblicate nel 2002 dalla Proper Music con il titolo Township Bop. La registrazione di un concerto a Durban nel 1964 sarebbe stata pubblicata nel 1995 dalla Ogun Records nell'album Legacy: Live in South Africa 1964. Questa etichetta, che pubblicò la maggior parte degli album dei Blue Notes, fu fondata dal connazionale Harry Miller, un bassista trasferitosi in Europa.
Le dure leggi dell'apartheid allora vigenti in Sudafrica proibivano a bianchi e neri di esibirsi insieme e The Blue Notes erano costretti a suonare clandestinamente. Fu questo il principale motivo che spinse la band a lasciare il paese nel 1964. Dopo aver partecipato al Jazz Festival di Antibes, rimasero un anno in Svizzera. Nell'aprile del 1965 si stabilirono a Londra, dove erano ospiti fissi in The Old Place, un club trasformato in laboratorio per artisti emergenti di jazz d'avanguardia. Qui fecero la conoscenza e impressionarono giovani jazzisti britannici come Keith Tippett, Evan Parker, John Stevens e John Surman, i quali avrebbero in seguito riconosciuto la grande influenza che i Blue Notes ebbero su di loro.
Il loro apporto fu importante non solo dal punto di vista musicale, ma anche da quello temperamentale, con la gran gioia di vivere che trasmettevano. Si rivelarono un toccasana per la stagnante atmosfera musicale europea e divennero oggetto di ammirazione da parte dei maggiori interpreti del jazz e della fusion di oltremanica, spazzando via i pregiudizi tipici dei londinesi verso i nuovi arrivati, e il clima di competitività che si era instaurato. Verso la fine del 1965, Feza andò a Copenaghen, mentre Dyani e Moholo vennero ingaggiati da Steve Lacy per un tour sudamericano. Prima del loro ritorno, Moyake tornò in Sudafrica, dove morì di tumore nel 1966. Nel 1967, McGregor partecipò alla registrazione di Kwela (noto anche come Mbaqanga Songs), attribuito alla Gwigwi's Band (composta da McGregor, Dudu Pukwana, Gwigwi Mrwebi, Coleridge Goode, Laurie Allan e Ronnie Beer).
Nel 1968 i Blue Note registrarono a Londra il loro primo album, Very Urgent, prodotto da Joe Boyd e pubblicato quello stesso anno dalla Polydor Records a nome di 'The Chris McGregor Group'.  La formazione era composta da Pukwana, Dyani, Moholo, McGregor, Feza e dal sassofonista Ronnie Beer al posto di Moyake. Poco dopo, una simile formazione registrò per la Polydor Up To Earth, che verrà attribuito a 'The Chris McGregor Septet' e pubblicato però dalla Fledg'ling solo nel 2008. In questi due lavori è evidente l'evoluzione della band, il cui sound è più indirizzato al free jazz rispetto agli esordi. Problemi legati allo status di rifugiati, al razzismo e alla mancanza di ingaggi portarono allo scioglimento del gruppo.

### I Brotherhood of Breath
Nel 1969 McGregor fu invitato in Nigeria per comporre con musicisti locali la colonna sonora del film Kongi's Harvest di Ossie Davis. Venne così notato dall'"Arts Council of Great Britain", un ente statale che finanzia artisti meritevoli, e grazie ai fondi che ricevette fondò la big band Brotherhood of Breath, che all'inizio prese il nome di Chris McGregor's Brotherhood of Breath.
Fondato nel 1969, il super-gruppo si stabilì a Londra e vide confluire buona parte dei componenti dei Blue Notes con personaggi di spicco del jazz britannico. Questi ultimi facevano parte dei Centipede di Keith Tippett, un'altra big band che raggiunse una certa popolarità all'inizio degli anni settanta. Il grande successo di pubblico che i Brotherhood of Breath raccolsero nei concerti li consacrò come una delle rivelazioni della scena jazzistica internazionale e li portò a pubblicare tre dischi nel giro di pochi anni. Anche se molti dei musicisti erano impegnati con altre band e non erano sempre disponibili, il gruppo restò unito per cinque anni. Nel 1970, di rilievo la partecipazione di McGregor nell'album di Nick Drake Bryter Layter, con un pregevole assolo di piano nel brano Poor Boy.
Malgrado l'alto numero dei musicisti si fosse rivelato eccessivo in termini economici, il gruppo diventò famoso anche all'estero e fu invitato a esibirsi in altri paesi europei. La registrazione di un concerto dal vivo del 1973 per l'emittente tedesca Radio Bremen verrà pubblicata nel 2001 nell'album Travelling Somewhere. Altre registrazione di concerti tenuti tra il 1971 e il 1975 vedranno la luce nel 2004 con il titolo From Bremen to Bridgewater. La formazione originale si sciolse nel 1974, dopo il trasferimento di McGregor in Francia e prima delle morti del 1975 di Mongezi Feza e Harry Miller.
Verso la fine degli anni settanta si riformarono in Francia per un breve periodo. Una nuova riunione ebbe luogo nel 1987 a Londra, con una nuova formazione comprendente la trombonista Annie Whitehead. Il nuovo sound era più discreto e, pur scostandosi leggermente dalle atmosfere di free improvisation presenti nei lavori precedenti, il livello musicale rimaneva buono. Nel 1989, i Brotherhood of Breath accompagnarono un tour europeo del jazzista Archie Shepp, e dalla registrazione di una delle date fu realizzato l'album En Concert a Banlieues Bleues. La pianificata tournée negli Stati Uniti del 1990 venne cancellata dopo che a McGregor fu diagnosticato un cancro ai polmoni che gli sarebbe risultato fatale, morì in Francia il 26 maggio del 1990. Dopo la scomparsa del suo leader, la banda si sciolse definitivamente.

## Tributi
Tra il 1992 e il 1994, Moholo e altri superstiti dei Brotherhood of Breath si sono esibiti in alcuni concerti sotto il nome di Dedication Orchestra. Alcuni dei musicisti che hanno suonato nelle ultime versioni del gruppo si sono riuniti a Londra, nel dicembre del 1993, per un concerto in memoria di McGregor. La registrazione dell'evento è stata pubblicata l'anno seguente nell'album The Memorial Concert, attribuito a Chris McGregor's Brotherhood of Breath.

## Discografia

### Da solista
- In His Good Time (Ogun Records)
- Piano Song Vol. 1 e 2 (Musica Records)
- Sea Breezes (Fledg'ling)

### Nei gruppi
- Jazz 1962 (African Heritage /Gallo Records)
- Jazz the African Sound (African Heritage /Gallo Records)
- The Blue Notes Legacy - Live in South Afrika 1964 (Ogun Records)
- The Chris McGregor Group: Very Urgent (1968; Fledg'ling)
- Chris McGregor's Brotherhood of Breath (1971; Fledg'ling)
- Chris McGregor's Brotherhood of Breath: Brotherhood (1972; Fledg'ling)
- Chris McGregor Septet: Up to Earth (2008; Fledg'ling CD, Stamford Audio LP)
- Chris McGregor Trio: Our Prayer (registrato nel 1969, pubblicato nel 2008; Fledg'ling)
- Brotherhood of Breath: Live at Willisau (Ogun Records)
- Brotherhood of Breath: Travelling Somewhere (1973; Cuneiform Records)
- Brotherhood of Breath: Bremen to Bridgwater (1971-75; Cuneiform Records)
- Blue Notes For Mongezi (1976; Ogun Records)
- Chris McGregor and the South African Exiles: Thunderbolt (Popular African Music)
- Harry Beckett: Bremen Concert (West Wind Records)
- Harry Beckett / Courtney Pine: Live Vol II	(West Wind Records)
- Marilyn Mazur / Harry Beckett / Chris McGregor: Grandmothers Teaching (1988, ITM Records)
- Brotherhood of Breath: Country Cooking (1988; Virgin Records)
- Chris McGregor's Brotherhood of Breath with Archie Shepp: En Concert a Banlieues Bleues (52 Rue Est)
- District 6: To Be Free (1987; EG Records)
- Doudou Gouirand: Mouvements Naturels (1982; Jam)
- Doudou Gouirand: Islands (1981; Jam)